# Amodż
Amodż – wieś w Armenii, w prowincji Lorri. W 2011 roku liczyła 157 mieszkańców.